# 斑叶珊瑚
斑叶珊瑚（学名：Aucuba albo-punctifolia）为绞木科桃叶珊瑚属的植物，为中国的特有植物。分布于中国的贵州、四川、湖北等地，生长于海拔1,300米至1,800米的地区，常生于林中。

## 种下等级
- Aucuba albo-punctifolia F. T. Wang var. angustula Fang et Soong